# Attoukpou
L'attoukpou est un mets traditionnel de la gastronomie ivoirienne à base de manioc consommé en Côte d'Ivoire. Il se présente en galettes souples. C'est une spécialité des Akans Lagunaires notamment les Abouré, Nzima et Adioukrou.

## Origine
L'attoukpou originaire du sud de la Côte d'Ivoire. Il s'agit d'une spécialité des Akans lagunaires dont les Abouré, les Nzima, Adioukrou. Autrefois, l'attoukpou était destiné à la notabilité et à la royauté Abouré. Ce mets était consommé principalement dans sa région d'origine à Bonoua, Grand-Bassam et Abidjan. Sa consommation s'est étendue ensuite à toute la Côte d'Ivoire.
L'attoukpou est aujourd'hui exporté à l'extérieur du pays, surtout dans la sous région.

## Préparation

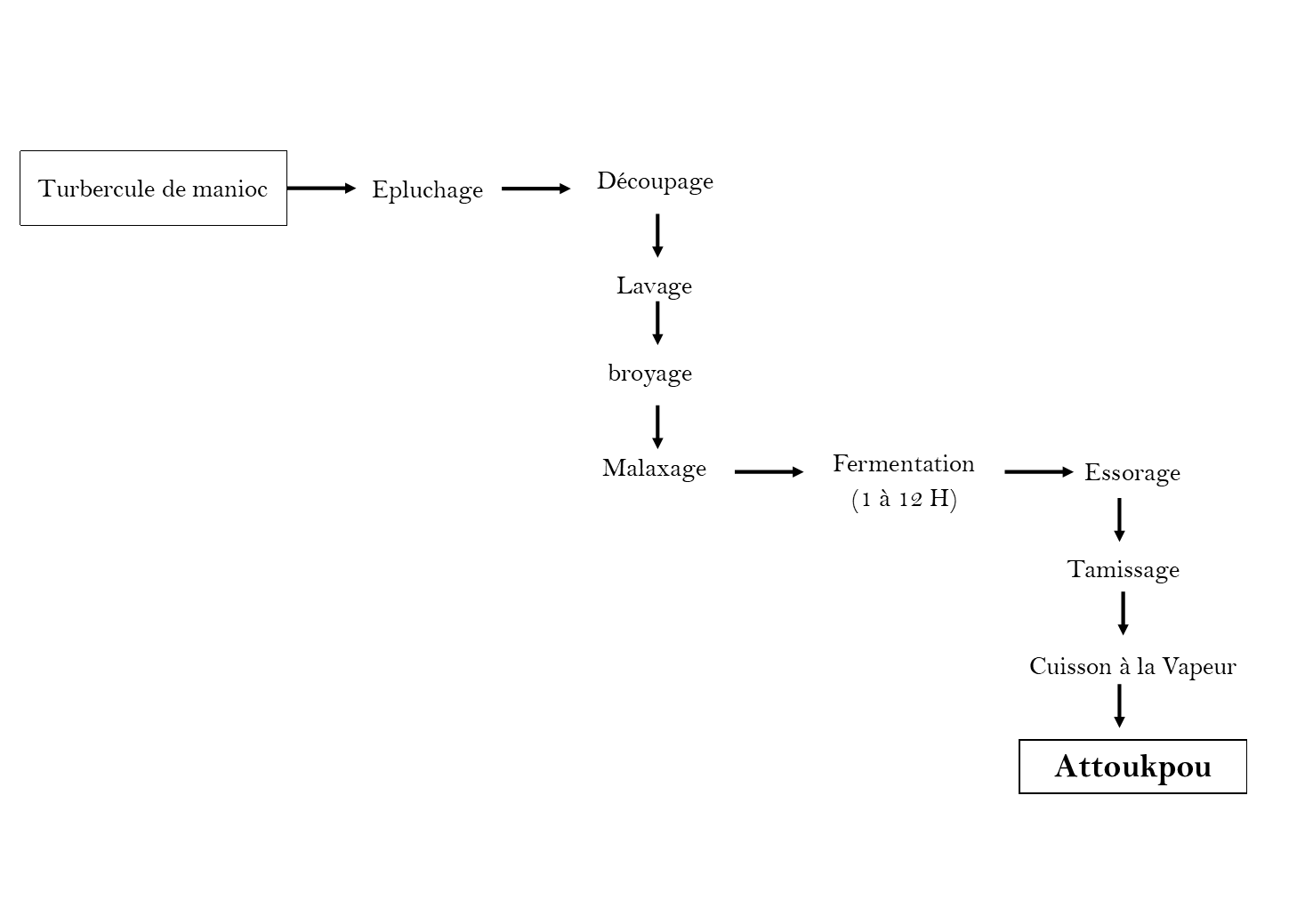
Diagramme de préparation de l'Attoukpou

L'attoukpou est à base de manioc. Après avoir épluché et lavé le manioc, les tubercules de manioc passe à la broyeuse. Puis vient l'étape de la fermentation, elle dure entre une à 12 heures selon les zones de productions. Le ferment utilisé dans la préparation de l'attoukpou est le manioc conservé dans un endroit chaud durant 2 ou 3 jours avant son utilisation
Après fermentation, la pâte est mise dans un sac pour être pressé afin d'éliminer l'eau. La pâte est ensuite granulée à la main dans un tamis. La semoule obtenue est ainsi tamisée avant d'être cuite dans des marmites spécialisées. L’attoukpou, comme l'attiéké, est obtenu par cuisson à la vapeur des semoules de manioc obtenues. Toutefois, contrairement à l’attiéké, la pâte de manioc n'a pas subi de séchage avant la cuisson.

## Consommation
L'attoupkou se consomme chaud ou froid , accompagné de sauces, de poisson ou de viande. Elle a une saveur légèrement acidulée. Il est vendu dans les marchés par les femmes.

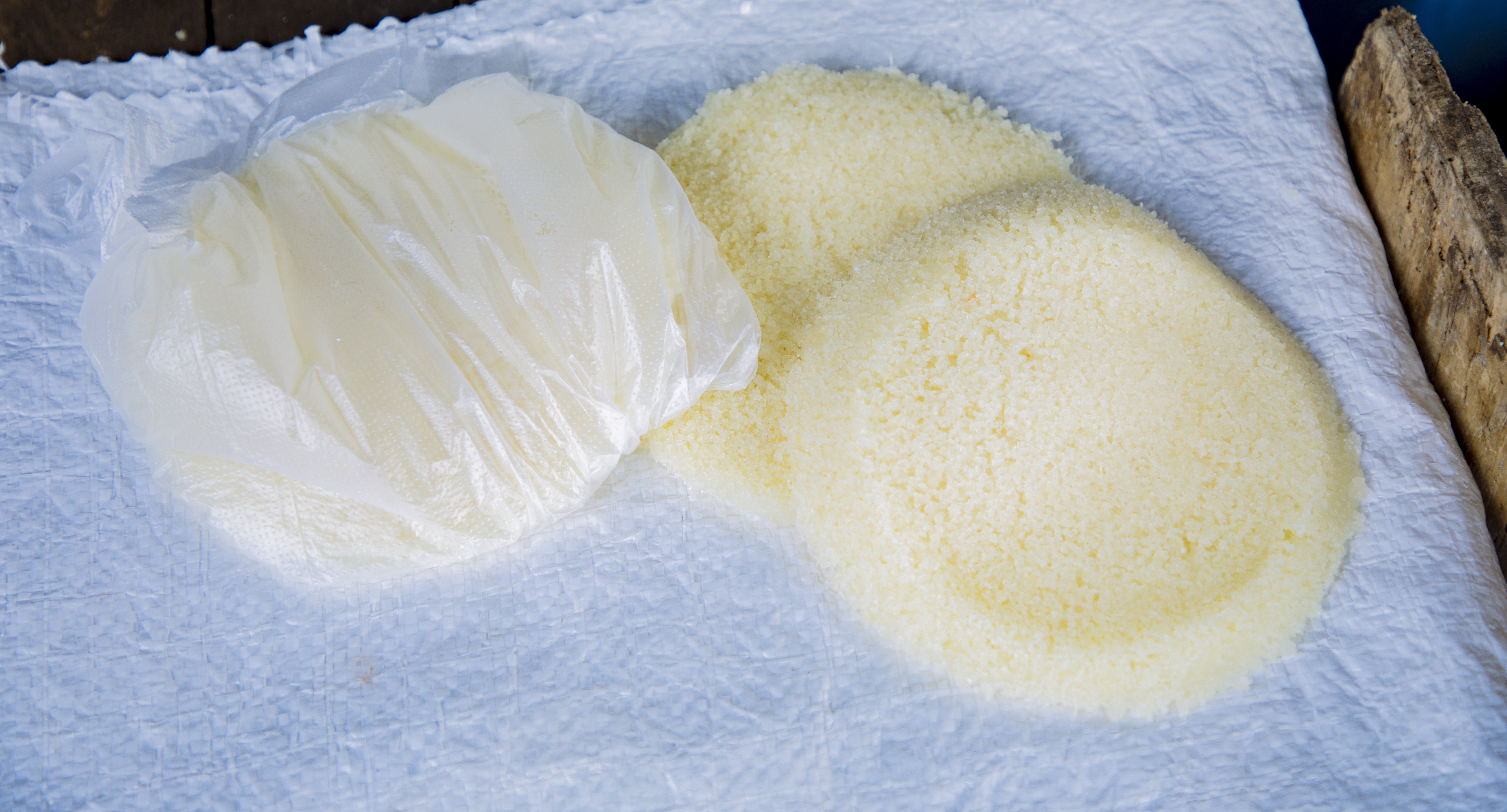
Attoukpou, mets originaire du peule Akan

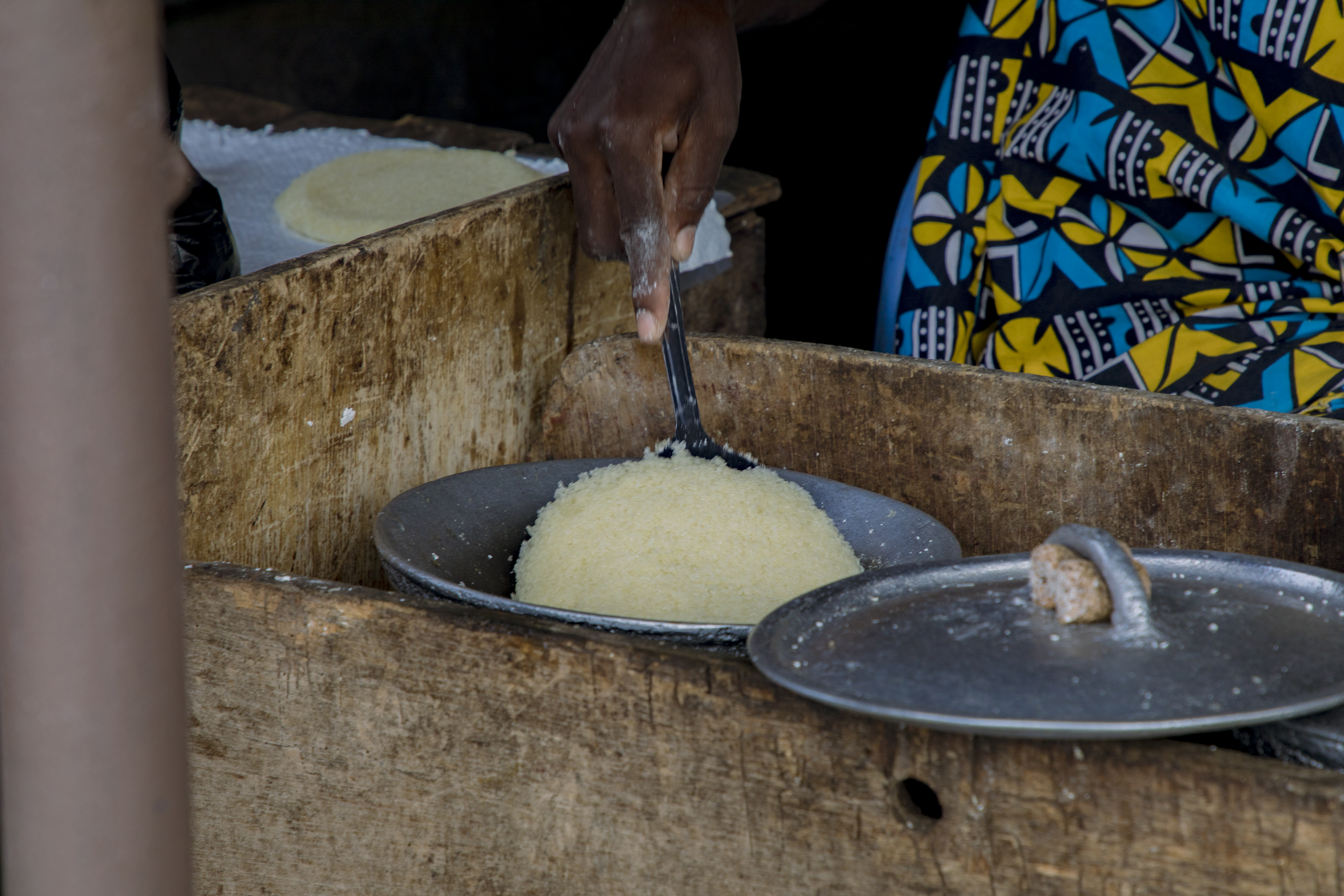
Cuisson de l'Attoukpou

## Composition physico-chimique
L'arôme de l'attoukpou est similaire à celui de la farine de manioc. Il est riche en énergie et en glucides. Cependant, il a de très faibles teneurs en protéines, lipides et minéraux. Le Potassium y est majoritaire. Le manioc de Bonoua se compose de 1,31g de protéines pour 100g de manioc.